# Ol'ga Rukavišnikova
Ol'ga Aleksandrovna Rukavišnikova (in russo Ольга Александровна Рукавишникова?; traslitterazione anglosassone Olga Aleksandrovna Rukavishnikova; Severodvinsk, 13 marzo 1955) è un'ex multiplista sovietica.

## Biografia
Specialista della disciplina del pentathlon, prese parte all'edizione dei Giochi olimpici di Mosca 1980 in cui conquistò la medaglia d'argento con 4 937 punti, il secondo punteggio più alto mai realizzato nella specialità e che per pochi attimi le valse anche un ufficioso primato mondiale. Nell'ultima prova in programma, gli 800 metri, concluse la gara in seconda posizione dietro alla compagna di squadra Ol'ga Kuragina, terza nella classifica finale, ma prima dell'altra connazionale Nadežda Tkačenko, che arrivò terza sul traguardo e terminò la competizione con 5 083 punti che le valsero oltre all'oro olimpico anche il nuovo record mondiale. Sempre nel pentathlon conquistò inoltre una medaglia di bronzo alle Universiadi di Roma 1975 e a livello nazionale vinse un titolo sovietico nel salto in lungo. 

## Palmarès
| Anno | Manifestazione  | Sede     | Evento     | Risultato | Prestazione | Note                          |
| ---- | --------------- | -------- | ---------- | --------- | ----------- | ----------------------------- |
| 1975 | Universiadi     | Roma     | Pentathlon | Bronzo    |             |                               |
| 1980 | Giochi olimpici | Mosca    | Pentathlon | Argento   | 4 937 p.    | Miglior prestazione personale |
| 1981 | Universiadi     | Bucarest | Eptathlon  | 4ª        |             |                               |

## Campionati nazionali
- 1 volta campionessa sovietica del salto in lungo (1977)